# 杜雨露
杜雨露（1941年1月1日—2020年2月21日），出生于辽宁铁岭，中国男演员。1960年毕业于哈尔滨艺术学院，后来就职于哈尔滨话剧院。電視代表作品《雍正王朝》（饰演张廷玉）、《大宅門》（饰演白萌堂）、《天下糧倉》（饰演米汝成）、《神医喜来乐》（饰演王天和）、《白銀谷》（饰演康笏南）、《康煕秘史》（饰演鳌拜）。

## 家庭
杜雨露的妻子朱永珏是他在哈尔滨艺术学院戏剧表演专业的同学。朱永珏曾在哈尔滨市少年宫当舞蹈教师，后来杜雨露时常离家去外地拍戏，朱永珏便辞职，跟随杜雨露，帮他打理生活。妻子朱永珏的母亲叫鲍竹平，鲍竹平的父亲是中国早期电影人鲍庆甲，鲍竹平的爷爷是商务印书馆创始人鲍咸恩；朱永珏的父亲是朱慕驹，朱慕驹的爷爷朱鸿度于清朝洋务运动期间在上海创办裕源纱厂。杜雨露与朱永珏有两个女儿和一个儿子。儿子杜刚也曾在哈尔滨市少年宫任教，是孔令辉的乒乓球启蒙老师。女儿杜秋华是一位珠宝设计师。另一个女儿也是一名商人。2020年2月21日，因肺癌病逝，享年79岁。

## 表演作品

### 话剧作品
- 《赤道战鼓》
- 《紅岩》
- 《夜海战歌》
- 《松涛曲》
- 《死環》
- 《艶陽天》
- 《間隙与奸細》
- 《陰謀与愛情》
- 《新来的副官》
- 《夜幕下的哈爾滨》
- 《曹植》
- 《1911年》

### 电视剧作品
- 1989年　
  - 《紀委書記》
- 1996年　
  - 《问鼎长天》饰演 丁一夫
- 1999年　
  - 《雍正王朝》饰演 張廷玉
  - 《突出重围》
  - 《大法官》
  - 《西部太陽》
- 2000年　
  - 《東北大剿匪》
- 2001年　
  - 《大宅門》饰演 白萌堂
  - 《格格要出嫁》饰演 皇太极
  - 《向前，向前》飾演 閻錫山
- 2002年　
  - 《天下糧倉》饰演 米汝成
  - 《省委書記》饰演 贡开宸
  - 《絶不回頭》
- 2003年　
  - 《神医喜来乐》饰演 王天和
  - 《家变》
  - 《林海雪原》
  - 《雲淡天高》
- 2004年　
  - 《白銀谷》饰演 康笏南
  - 《不想重来》
  - 《国家使命》
- 2005年　
  - 《一起走過的日子》
  - 《天和局》
  - 《煙花三月》
  - 《谷穗黄了》
- 2006年　
  - 《国家幹部》
  - 《关東英雄》
  - 《铁血将軍楊靖宇》
  - 《康煕秘史》饰演 鳌拜
  - 《大秦帝國》饰演 公叔痤
- 2007年　
  - 《大明帝国之夜来風雨》饰演 明孝宗
  - 《家門》
  - 《我們的知青年代》
- 2008年　
  - 《紅日》饰演 蒋中正[7]
  - 《东方红1949》饰演 蒋中正
- 2009年
  - 《鄭和下西洋》饰演 姚廣孝
- 2020年　
  - 《奋进的旋律》
- 2021年　
  - 《温州三家人》

### 电影作品
- 1980年　《奸細》
- 1982年　《風雨下鐘山》
- 1984年　《喋血黑谷》（吴子牛导演）
- 1986年　《幸運的人》
- 1987年　《八女投江》
- 1988年　《東广喋血》《無罪殺手》
- 1989年　《一代槍王》《大刺殺》
- 1990年　《血鼓》《民国特大謀殺案》
- 1994年　《留村察看》《生死关頭》
- 1996年　《大進軍―解放大西北》《青年劉伯承》
- 2003年　《撼天雷》
- 2016年　《爸爸的木房子》[8]

## 获奖
- 《紀委書記》　東北地区影視（金虎奖）最佳男主角奖
- 《民国特大謀殺案》　第一次四川工人電影節最佳男主角奖（1991年）
- 《突出重围》　第20次飛天奖優秀男演員奖（2000年）[9]